# Campionati mondiali di biathlon 1979
I Campionati mondiali di biathlon 1979 si svolsero a Ruhpolding, in Germania Ovest, dal 15 al 18 febbraio e contemplarono esclusivamente gare maschili. Sede della gara fu la Chiemgau-Arena.

## Risultati

### Sprint 10 km
| Posizione | Atleta             | Nazione          | Tempo |
| --------- | ------------------ | ---------------- | ----- |
| 1         | Frank Ullrich      | Germania Est     | -     |
| 2         | Odd Lirhus         | Norvegia         | -     |
| 3         | Luigi Weiss        | Italia           | -     |
| 4         | Vladimir Alikin    | Unione Sovietica | -     |
| 5         | Franz Weber        | Austria          | -     |
| 6         | Aleksandr Tichonov | Unione Sovietica | -     |
| 7         | Jaromír Šimůnek    | Cecoslovacchia   | -     |
| 8         | Alfred Eder        | Austria          | -     |
| 9         | Andrzej Rapacz     | Polonia          | -     |
| 10        | Svein Engen        | Norvegia         | -     |

17 febbraio

### Individuale 20 km
| Posizione | Atleta             | Nazione          | Tempo |
| --------- | ------------------ | ---------------- | ----- |
| 1         | Klaus Siebert      | Germania Est     | -     |
| 2         | Aleksandr Tichonov | Unione Sovietica | -     |
| 3         | Sigleif Johansen   | Norvegia         | -     |
| 4         | Frank Ullrich      | Germania Est     | -     |
| 5         | Raimo Seppänen     | Finlandia        | -     |
| 6         | Jaromír Šimůnek    | Cecoslovacchia   | -     |
| 7         | Heikki Ikola       | Finlandia        | -     |
| 8         | Vladimir Alikin    | Unione Sovietica | -     |
| 9         | Eberhard Rösch     | Germania Est     | -     |
| 10        | Alfred Eder        | Austria          | -     |

15 febbraio

### Staffetta 4x7,5 km
| Posizione | Nazione          | Atleti                                                               | Tempo |
| --------- | ---------------- | -------------------------------------------------------------------- | ----- |
| 1         | Germania Est     | Manfred Beer Klaus Siebert Frank Ullrich Eberhard Rösch              | -     |
| 2         | Finlandia        | Simo Halonen Heikki Ikola Erkki Antila Raimo Seppänen                | -     |
| 3         | Unione Sovietica | Vladimir Alikin Vladimir Barnašov Nikolaj Kruglov Aleksandr Tichonov | -     |
| 4         | Norvegia         | Odd Lirhus Kjell Søbak Roar Nilsen Sigleif Johansen                  | -     |
| 5         | Italia           | Celestino Midali Arduino Tiraboschi Ernesto Zingerle Luigi Weiss     | -     |

18 febbraio

## Medagliere per nazioni
| Posizione | Nazione          | Oro | Argento | Bronzo | Totale |
| --------- | ---------------- | --- | ------- | ------ | ------ |
| 1         | Germania Est     | 3   | 0       | 0      | 3      |
| 2         | Norvegia         | 0   | 1       | 1      | 2      |
| 2         | Unione Sovietica | 0   | 1       | 1      | 2      |
| 4         | Finlandia        | 0   | 1       | 0      | 1      |
| 5         | Italia           | 0   | 0       | 1      | 1      |